# Ґудники (Кентшинський повіт)
Ґудники (пол. Gudniki) — село в Польщі, у гміні Корше Кентшинського повіту Вармінсько-Мазурського воєводства.
Населення — 63 особи (2011).
У 1975-1998 роках село належало до Ольштинського воєводства.

## Демографія
Демографічна структура станом на 31 березня 2011 року:
|          | Загалом | Допрацездатний вік | Працездатний вік | Постпрацездатний вік |
| -------- | ------- | ------------------ | ---------------- | -------------------- |
| Чоловіки | 28      | 6                  | 19               | 3                    |
| Жінки    | 35      | 6                  | 20               | 9                    |
| Разом    | 63      | 12                 | 39               | 12                   |